# روان كفاسخفادزي
روان كفاسخفادزي (31 مايو 1989 بكوتايسي في جورجيا - ) هو لاعب كرة قدم جورجي في مركز حراسة المرمى. شارك مع منتخب جورجيا تحت 17 سنة لكرة القدم ومنتخب جورجيا تحت 19 سنة لكرة القدم ومنتخب جورجيا تحت 21 سنة لكرة القدم ومنتخب جورجيا لكرة القدم. أما مع النوادي، فقد لعب مع توربيدو كوتيسي ونادي زستافوني ونادي بافوس وOthellos Athienou FC ‏.

## وصلات خارجية
- روان كفاسخفادزي على موقع الاتحاد الدولي (مؤرشف)  (الإنجليزية)
- روان كفاسخفادزي على موقع الاتحاد الأوربي (الإنجليزية)
- روان كفاسخفادزي على موقع قاعدة بيانات كرة القدم.إي يو (الإنجليزية)
- روان كفاسخفادزي على موقع Soccerbase.com (لاعب) (الإنجليزية)
- روان كفاسخفادزي على موقع Soccerway.com (الإنجليزية)
- روان كفاسخفادزي على موقع عالم كرة القدم.نت (الإنجليزية)
- روان كفاسخفادزي على موقع AS.com (الإسبانية)